# Test sessuologico
Il test sessuologico è un dispositivo di valutazione il cui obiettivo è quello di definire il profilo individuale di uno o più aspetti della sessualità umana, facendo emergere eventuali difformità sul versante adattativo e disfunzionale.
La sessualità può essere circoscritta entro un modello multidimensionale che coinvolge vari aspetti dell'essere umano: biologico, riproduttivo, culturale, ludico e relazionale affettivo.
Negli ultimi decenni si è verificato, sia nella società che nei singoli individui, un crescente interesse nei confronti della sessualità e una maggiore richiesta di riconoscimento del "diritto alla sessualità" (v. Carta dei Diritti Sessuali approvata dalla World Association for Sexual Health, al 14º Congresso Mondiale di Sessuologia nel 1999). Le conseguenze di questa evoluzione hanno prodotto rinnovate e più esplicite istanze di intervento da parte di quei soggetti che soffrono, o pensano di soffrire, di alterazioni della sfera sessuale e relazionale.
Ciò ha indotto le discipline scientifiche della medicina e della psicologia, a porre maggiore attenzione alle disfunzioni sessuali e ai disagi da esse prodotte nel singolo e nel sistema coppia. L'adeguamento della scienza ha fatto sì che, lentamente, si sviluppassero anche nel campo sessuologico quegli strumenti di indagine che già esistevano negli altri campi della clinica specialistica. Dispositivi che andassero a completare ed incrementare la "borsa degli attrezzi" di varie branche della diagnostica sessuologica strumentale .
La misurazione psicologica non può essere considerata pragmaticamente esatta come le misure fisiche (peso, altezza, volume, ecc.), poiché va a stimare aspetti e variabili che appartengono ad un "individuo", la cui "individualità" fa riferimento alle sue costituenti psicologiche, personologiche e ambientali; un patrimonio fatto di emozioni, espressività, sensi, sentimenti e vissuti, le cui sfumature possono variare notevolmente da soggetto a soggetto e, anche nello stesso individuo, possono essere mutevoli nel breve periodo e nei diversi setting.
Ciò che si richiede a una misurazione psicologica è di essere "sufficientemente" precisa e attendibile, ossia idonea ad esprimere una indicazione/focalizzazione che il clinico potrà utilizzare come "guide line" (traccia) per approfondire ulteriormente e verificare con il paziente, in modo più rapido e mirato, gli aspetti messi in evidenza dal rilevamento.
A questo scopo sono stati previsti per i test psicodiagnostici vari indici di validazione statistica: dalla standardizzazione ai vari costrutti della validità (interna, concorrente, esteriore, di costrutto, di contenuto, ecc.).
Le disfunzioni sessuali sono molteplici e traggono la loro origine da cause diverse. Così anche gli strumenti di valutazione medica e psicologica, nel campo della sessuologia, sono diversificati per prendere in considerazione le difficoltà e le disfunzioni di tipo somatico, psichico o relazionale.
Il novero dei reattivi psicodiagnostici è sicuramente ampio ed eterogeneo, tuttavia il numero di test che si indirizzano alla sessualità è abbastanza circoscritto. L'elenco proposto (in ordine alfabetico) non è esaustivo ma rappresenta i reattivi maggiormente conosciuti e/o usati nel settore psicodiagnostico sessuologico e sistemico-relazionale.

## Elenco dei test sessuologici (ordine alfabetico)

### ASEX (Arizona Sexual Experience Scale)
- ASEX - Arizona Sexual Experience Scale [6]

Il test è designato per l'analisi di alcune disfunzioni sessuali in pazienti psichiatrici o con problemi di salute (uomini e donne), valutando in particolare le modificazioni/alterazioni delle funzioni sessuali in relazione all'uso di farmaci o sostanze psicotrope.
Il questionario self-report, che può essere somministrato da un clinico che pone le domande e registra le risposte, oppure può essere proposto con modalità di autosomministrazione, è composto di 5 item con risposte su scala Likert a 6 punti. Ogni item ha la funzione di esplorare un determinato ambito della sessualità: 1. Sexual drive (libido, desiderio sessuale), 2. Arousal (eccitazione), 3a. Penile erection (disfunzione erettile), 3b. Vaginal lubrication (lubrificazione vaginale), 4. Ability to reach orgasm (capacità di raggiungere l'orgasmo), 5. Satisfaction from orgasm (soddisfazione dell'orgasmo). Solo un item, fra i cinque che compongono la scala, è diversificato per maschio e femmina (3a - 3b).
Il test presenta buoni indici di affidabilità (reliability) con alpha di Cronbach pari a 0,90 e correlazione test-retest, a 1 e 2 settimane di intervallo, con r = 0,80. La validità di costrutto è stata valutata in alcuni studi attraverso le differenze di punteggio ottenute fra gruppi campione (pazienti disfunzionali) e gruppi di controllo ,,.
La validità convergente e discriminante sono state determinate comparando i risultati dell'ASEX con altri test. In particolare, una significativa correlazione è stata ottenuta con il BISF (Brief Index of Sexual Functioning) , mentre è stata riscontrata una bassa correlazione con l'HRSD (Hamilton Rating Scale for Depression) e il BDI (Beck Depression Inventory).

### ASKAS (Aging Sexuality Knowledge and Attitudes Scale)
- ASKAS - Aging Sexuality Knowledge and Attitudes Scale [11]

Il questionario per la conoscenza della sessualità degli anziani e delle loro attitudini sessuali, è composto di 61 item suddivisi in due sub-scale: la Knowledge Subscale (conoscenza) che ha 35 item con risposte "Vero/Falso/Non so" e la Attitudes Subscale (attitudini) formata da 26 item con risposte su scala Likert a 7 punti. Ambedue le subscale presentano buoni indici di affidabilità (da 0,97 a 0,72) per l'alpha di Cronbach, il test-retest e lo split half, misurati su gruppi di vari contesti: Nursing home resident (Residenti in case di cura), Community older adults (Comunità di persone anziane), Family of older adults (Famiglie di persone anziane), Persons who work with older adults (Persone che lavorano con soggetti anziani), Nursing home staff (Personale di case di cura).
Secondo alcuni studi effettuati dall'autore, il comportamento e le attitudini sessuali nell'età avanzata riflettono il modello di vita sessuale che è stata condotta in età più giovane, in particolare: 
- le persone che sono sessualmente attive in giovane età tendono a mantenere questo comportamento anche nell'età senile;
- atteggiamenti negativi nei confronti della sessualità, appresi in gioventù, possono incidere in modo significativo sulle capacità di avere una buona sessualità in età avanzata.

L'ASKAS è stato utilizzato per studiare gli effetti di alcuni interventi di educazione sessuale sulla modificazione dell'atteggiamento nei confronti della sessualità degli anziani: in persone istituzionalizzate, nei loro familiari e nel personale delle casa di cura. Dopo l'intervento sono stati rilevati atteggiamenti più permissivi degli operatori e dei familiari verso la sessualità senile, oltre a incrementi significativi dell'attività sessuale e della soddisfazione da parte degli anziani coinvolti nell'evento formativo.
Uno studio italiano ha evidenziato che tra i medici di base intervistati tramite una versione tradotta dell'ASKAS (N=95) la quasi totalità del campione era a conoscenza del fatto che la sessualità è una necessità che si mantiene per tutta la vita e non produce nell'anziano alcun danno alla salute ma, al contempo, sono state anche registrate molte false credenze, confusione, senso comune e mancanza di conoscenze precise sulla sessualità di uomini e donne anziani.
Numerose ricerche condotte in vari settori della medicina e della psicologia, sia in Italia  che all'estero ,,,,, hanno confermato che il test può essere adottato non solo per l'assessment rivolto direttamente alle persone anziane ma anche per le indagini sui familiari degli anziani e le persone che lavorano nelle professioni di aiuto alla senilità (es. le helping profession): medici, psicologi, assistenti sociali, ecc.

### BSRI (Bem Sex Role Inventory)
- BSRI – Bem Sex Role Inventory [20]

Questionario composto di 60 item (20 item stereotipicamente maschili, 20 item stereotipicamente femminili e 20 neutri con funzione contestuale) si basa su due scale che valutano l'Io-reale/ideale del soggetto, l'androginia (v. Sindrome di Morris) e la mascolinità-femminilità, considerandole come caratteristiche variamente correlate e non contrapposte.
Uno studio italiano ha utilizzato il Bem Sex-role Inventory, in abbinamento con altri test, per valutare le similarità e le differenze di alcune variabili psicologiche in gemelli monozigoti e dizigoti, riscontrando che le somiglianze sono in gran parte attribuibili alle relazioni precoci sviluppate tra i gemelli e le figure di accudimento più che all'influenza di fattori genetici e ambientali.
In Europa, il rapido evolvere dei costumi e dei valori, relativi agli aspetti indagati dal test, ha reso non più attuale questo strumento la cui creazione risale al 1972 in America e al 1986 la sua trasposizione in Italia.

### DAS (Dyadic Adjustment Scale)
- DAS - Dyadic Adjustment Scale [23]

Scala self-report composta di 32 item che esplorano la soddisfazione sessuale-relazionale della coppia tramite 4 dimensioni: "dyadic consensus", "dyadic cohesion", "expression" e "general satisfaction" intesa come soddisfazione generale sul consenso, la coesione, le attività comuni e la vita affettiva e sessuale della coppia.
Una versione ridotta a 7 item, validata nel 2001 e denominata DAS-7, considera solo tre dimensioni: "dyadic consensus" (3 item) e "dyadic cohesion" (3 item) su scala Likert a 6 punti, "general satisfaction" (1 item) su scala Likert a 7 punti.

### DISF (Derogatis Interview for Sexual Functioning)
- DISF - Derogatis Interview for Sexual Functioning [25]

Questionario self-report di 25 item per maschi e femmine, validato e standardizzato, richiede circa 20 minuti per la compilazione. Analizza 5 aree sessuali relative a: I. Conoscenza della sessualità e fantasie sessuali - II. Eccitazione sessuale - III. Comportamenti sessuali ed esperienze - IV. Orgasmo - V. Libido e rapporti sessuali. 
Una versione denominata DISF-SR (Self-Report) comparabile alla DISF per validità e tempo di somminiostrazione, è composta di 26 item e può essere impiegata dal clinico per avere una valutazione della sessualità del paziente, espressa dal suo/sua partner.  Archiviato il 12 luglio 2007 in Internet Archive.

### DSFI (Derogatis Sexual Function Inventory)
- DSFI - Derogatis Sexual Function Inventory [26]

Questionario di autovalutazione, validato e standardizzato, si compone di 254 item (con risposta dicotomica Si/No o su scala Likert a più punti). Il test (che richiede un certo tempo per la sua compilazione e scoring) elabora 10 dimensioni in ambito sessuale e due scale denominate SFI - Sexual Functioning Index quale indicatore del "funzionamento sessuale" generale del soggetto e GSSI - Global Sexual Satisfaction Index come "indice di soddisfazione sessuale" globale che il soggetto esprime.
Le dimensioni esplorate tramite i sub test sono: 1.Information (conoscenza della fisiologia, anatomia e funzionamento sessuale); 2.Experiences (comportamenti e rapporti sessuali); 3.Drive (libido, fantasie e manifestazioni sessuali); 4.Attitudes (atteggiamento liberale o conservatore sulla sessualità); 5.Psychological Symptoms (tramite subscala BSI - Brief Symptom Inventory, valuta alcuni aspetti psicopatologici); 6.Affects (tramite subscala DABS - Derogatis Affects Balance Scale, valuta umore e qualità degli affetti); 7.Gender Role Definition (mascolinità, femminilità e ruolo sessuale); 8.Fantasy (fantasie sessuali); 9.Body Image (valutazione del proprio corpo); 10.Sexual satisfaction (appagamento relativo a rapporti sessuali, orgasmo, comunicazione, ecc.).  Archiviato il 15 ottobre 2009 in Internet Archive.

### EDITS (Erectile Dysfunction Inventory of Treatment Satisfaction)
- EDITS - Erectile Dysfunction Inventory of Treatment Satisfaction [27]

Questionario self-report (validato e standardizzato) che esplora la soddisfazione del paziente e della sua partner sui risultati del trattamento della disfunzione erettile, inteso come efficacia dalla cura. 11 item del questionario sono riservati al paziente disfunzionale e 5 item alla sua partner. Alcuni item del questionario maschile e femminile sono speculari al fine di rilevare la concordanza/disconcordanza fra le risposte del paziente disfunzionale con quelle fornite dalla sua partner; ad esempio, l'item n.8 rivolto al paziente: Overall, how satisfied do you believe your partner is with the effects of this treatment?, è speculare con l'item n.1 della partner: Overall, how satisfied are you with this treatment for your husband's or partner's erection problem?. 

### GRIMS (Golombok Rust Inventory of Marital State)
- GRIMS - Golombok Rust Inventory of Marital State [28]

Susan Golombok e John Rust hanno creato un questionario di 28 item (maschile e femminile, somministrabile con modalità carta e matita) rivolto all'analisi delle caratteristiche e della qualità del rapporto diadico fra coniugi o fra persone che hanno una relazione e vivono insieme. L'inventario, che può essere usato in abbinamento al GRISS per rilevare problemi sessuali e di relazione, è validato e può essere utilizzato per stimare l'efficacia di forme diverse di terapia o per valutare l'impatto di fattori esterni alla relazione: medici, sociali o psicologici.

### GRISS (Golombok Rust Inventory of Sexual Satisfaction)
- GRISS - Golombok Rust Inventory of Sexual Satisfaction [29]

Questionario maschile e femminile, ognuno con 28 item, indaga l'esistenza e la severità delle disfunzioni sessuali in soggetti eterosessuali. Le 12 sub-scale di cui è dotato, forniscono indicazioni su: impotenza ed eiaculazione precoce (solo per il questionario maschile), anorgasmia e vaginismo (solo per il questionario femminile), frequenza dei rapporti sessuali, mancanza di dialogo, insoddisfazione ed evitamento dei rapporti, carenza di sensualità. 
Validato e dotato di buone caratteristiche psicometriche è di facile somministrazione per la sua brevità che, tuttavia, ne circoscrive la funzione illustrativa.
Nota. L'uso di alcuni termini (ad es. "impotenza", a cui oggi viene preferita la dizione "disfunzione erettile") può manifestare l'obsolescenza concettuale di alcuni strumenti.

### HSAS (Hendrick Sexual Attitude Scale)
- HSAS - Hendrick Sexual Attitude Scale [30]

Il questionario self-report, validato e standardizzato, si compone di 4 subscale che, attraverso 43 item totali, approfondiscono l'atteggiamento che il soggetto mostra nei confronti della sessualità. Le aree sondate sono: Permissivismo (permissiveness) 21 item su vari aspetti dei rapporti sessuali, compresi quelli prematrimoniali ed extraconiugali; Pratiche Sessuali (sexual practices) 7 item su controllo delle nascite, educazione sessuale, masturbazione e giochi sessuali; Condivisione e coinvolgimento (communion) 9 item su preferenze e grado di coinvolgimento nella sessualità; Strumentalizzazione (instrumentality) 6 item sulla considerazione del sesso come divertimento e piacere fisico/mentale.

### IIEF (International Index of Erectile Function)
- IIEF - International Index of Erectile Function [31]

Inventario self-report di 15 item, standardizzato e validato in più di 50 trials clinici , fornisce una valutazione clinica (pre-post trattamento) del funzionamento sessuale attraverso cinque aree: 1. erectile function (funzionalità erettile); 2. orgasmic function (orgasmo); 3. sexual desire (desiderio sessuale); 4. sexual satisfaction (soddisfazione dei rapporti sessuali); 5. overall satisfaction (benessere generale).
L'IIEF-5  denominato anche SHIM - Sexual Health Inventory for Men, in una versione leggermente modificata, è un questionario breve di 5 item derivato dall'IIEF. 

### IPE (Index of Premature Ejaculation)
- IPE - Index of Premature Ejaculation [34]

Inventario self-report di 10 item (validazione ancora in corso), è orientato all'analisi di alcune componenti (sexual satisfaction, control, distress) associate all'eiaculazione precoce. Il questionario deve essere compilato dal maschio della coppia e le dimensioni su cui si articola prendono in considerazione: frequenza delle erezioni e tempo di mantenimento dell'erezione durante il rapporto sessuale, tempo di latenza dell'eiaculazione intravaginale (indice "IELT - intravaginal ejaculatory latency time"), difficoltà rilevate nei rapporti sessuali prolungati, frequenza dei vissuti ansiogeni, depressivi e stressogeni durante l'attività sessuale, fiducia nelle proprie capacità di portare a termine l'attività sessuale, soddisfazione sessuale propria e della partner, frequenza del raggiungimento dell'orgasmo da parte della partner.

### ISS (Index of Sexual Satisfaction)
- ISS - Index of Sexual Satisfaction [35]

Questionario di 25 item con risposte su scala Likert a sette punti, validato e standardizzato, sia in versione maschile che femminile, valuta in modo psicometrico la soddisfazione della coppia relativamente al funzionamento della propria vita sessuale, le motivazioni che conducono al rapporto sessuale, le emozioni e le qualità sessuali espresse dal partner (es. eccitante, monotono).

### ISST (Internet Sex Screening Test)
- ISST - Internet Sex Screening Test [36]

Inventario di 34 item che esplora, in modo molto simile al SAST (Sexual Addiction Screening Test), la compulsività e la dipendenza sessuale messe in atto attraverso la Rete o per mezzo di essa (online and offline sexual behavior). Lo stesso autore, nella presentazione del questionario, affermava, nel 2008, che non possedeva ancora i punteggi di cut-off perché stava effettuando lo screening di validazione del test (via e-mail e con autosomministrazione via Internet), quindi lo scoring fornito al termine della somministrazione sarebbe statp costituito solo da una misura percentuale delle risposte totali "Si" che il campione, fino ad ora raggiunto, ha determinato.

### MAT (Marital Adjustment Test)
- MAT - Marital Adjustment Test [37]

Questionario self-report di 15 item, valuta lo stress coniugale, l'adattamento intrarelazionale e la concordanza fra i coniugi su alcuni comportamenti interpersonali, relazionali, affettivi e sessuali, adottati nella vita coniugale, ad es.: Handling Family Finances; Matters of Recreation; Demonstration of Affection; Friends; Sex Relations; Conventionality; Philosophy of Life; Ways of dealing with in-laws. Data la non attualità della sua revisione , le capacità psicometriche potrebbero essere considerate come limitate.

### MCI (Marital Communication Inventory)
- MCI - Marital Communication Inventory [39]

Il questionario (uno maschile e uno femminile) è costituito di 46 item che producono un punteggio globale relativo alla comunicazione/risoluzione dei conflitti e i punteggi a sei sottoscale relative a ostilità relazionale, apertura, empatia, gestione dei conflitti, stima e dialogo fra i partner.

### MMPI-2 (Minnesota Multiphasic Personality Inventory)
- MMPI-2 – Minnesota Multiphasic Personality Inventory [40]

Test pubblicato nel 1942 dalla University of Minnesota, è stato successivamente revisionato nel 1989  creando l'attuale versione MMPI-2 (ulteriormente aggiornata nel 2003 ) in cui sia la somministrazione del questionario che l'elaborazione dei risultati sono effettuati tramite computer.
Il reattivo è composto da un considerevole numero di item (567) che esplorano varie caratteristiche della personalità in ambito psicologico e psichiatrico. 
Esiste una versione ridotta del test (370 item) e una versione denominata MMPI-A (478 item) dedicata alla valutazione degli adolescenti dai 14 ai 18 anni. 
Le dimensioni esplorate sono suddivise in: Scale di base (valutano le caratteristiche più rilevanti della personalità); Scale di contenuto (analizzano differenti variabili della personalità); Scale supplementari (approfondiscono alcuni contenuti delle scale di base); Scale di validità (stabiliscono il grado di sincerità e accuratezza nella compilazione del questionario).
L'analisi relativa agli ambiti sessuali e relazionali prende in considerazione i seguenti aspetti: Mascolinità-Femminilità (insieme degli aspetti considerati tendenzialmente mascolini o femminili), Ruolo maschile e Ruolo femminile (come percezione del ruolo sessuale), Disagio coniugale e Problemi familiari (intesi come presenza di conflittualità nella relazione di coppia), Introversione sociale (difficoltà del soggetto nei rapporti sociali).
Le criticità dello strumento sono dovute al tempo impiegato per la compilazione (60-90 minuti) e al fatto che talune scale della revisione, quantunque siano ritenute più trasparenti e più facili da interpretare, abbiano creato alcune controversie nel mondo accademico perché sono state variate rispetto alla versione originale.

### MPT (Marital Patterns Test)
- MPT - Marital Patterns Test [44]

Il test è costituito da due questionari (maschio e femmina) con 24 item ciascuno, che misurano alcune caratteristiche diadiche, sessuali e comportamentali, all'interno della coppia. Anche se la validità del test è migliorata dopo la revisione di Scott- Heyes nel 1982, da cui assume il nuovo nome RSMPT - Ryle/Scott-Heyes Marital Patterns Questionnaire , questo reattivo viene utilizzato con limitata frequenza nelle ricerche e negli screening.

### MSI-R (Marital Satisfaction Inventory)
- MSI-R - Marital Satisfaction Inventory [46]

La nuova versione revised del test è stata ridotta a 150 item (con risposta dicotomica Si/No) rispetto ai 280 item della precedente pubblicazione.
Il questionario self-report, validato e standardizzato, richiede circa 30 minuti per la compilazione, è somministrabile con modalità carta/matita o su computer e dovrebbe essere somministrato ad ambedue i partner della coppia. Il test si rivolge all'analisi della soddisfazione relazionale e sessuale della coppia. Gli items sono raggruppati in 12 sub scale che esplorano i seguenti ambiti: 1.Inconsistency; 2.Conventionalization; 3.Global Distress; 4.Affective Communication; 5.Problem-Solving Communication; 6.Aggression; 7.Time Together; 8.Disagreement About Finances; 9.Role Orientation; 10.Family History of Distress; 11.Sexual dissatisfaction; 12.Conflict over Child Rearing.

### MSI-II (Multiphasic Sex Inventory II)
- MSI-II - Multiphasic Sex Inventory II [48]

Il questionario MSI esiste in diverse versioni, tutte curate dagli stessi autori a partire dal 1984.
- Original MSI - Adult Male Form (1984).
- Original MSI-J - Adolescent Male Form (1986).
- MSI II - Adult Female Form (1994).
- MSI II - Adolescent Female Form (1995).
- MSI II - Adult Male Form (2000).
- MSI II - Adolescent Male Form (2001).

L'Original MSI (300 item con risposta dicotomica Si/No), indirizzato a maschi adulti/adolescenti (sopra i 12 anni), valuta le caratteristiche sessuali del soggetto e i suoi ambiti disfunzionali. Le aree considerate son 20, fra cui: storia di molestie sessuali e stupri, parafilie, esibizionismo, conoscenza della sessualità e disfunzioni sessuali, vi è inoltre una scala di validità e accuratezza della compilazione. Lo scoring è manuale e l'interpretazione deve essere effettuata dal clinico tramite il manuale del test.
L'MSI-II (560 item con risposta dicotomica Si/No), nelle sue quattro forme, maschio/femmina adulti e maschio/femmina adolescenti (sopra i 12 anni), valuta le caratteristiche sessuali, emozionali e comportamentali del soggetto. Lo scoring e l'interpretazione (tramite un report) sono effettuati, mediante un software, dallo stesso editore a cui il questionario deve essere inviato per posta o via Internet.
I reattivi, che richiedono circa 90 minuti per la compilazione, sono validati e standardizzati, presentando buoni indici del coefficiente alpha di Cronbach.
Le critiche mosse allo strumento sono relative al fatto di richiedere un lungo tempo di somministrazione e di produrre un report che, sebbene minuzioso, risulta complicato nella lettura e nell'interpretazione.
Degli stessi autori è il Psychosexual Life History  un inventario designato ad ottenere la storia cronologica delle esperienze del soggetto e della sua vita sessuale, relativamente a valutazioni psicodiagnostiche o a perizie legali a seguito di abusi sessuali.
Alcune delle aree prese in considerazione sono: caratteristiche fisiche, condizioni di salute, stili di personalità, storia familiare, storia dello sviluppo infanzia-adolescenza, percorso scolastico e lavorativo, storia di abuso di sostanze, storia completa della sessualità (infanzia, adolescenza ed età adulta), storia coniugale. Il numero di item che compongono il questionario PLH non è noto ma deve essere alquanto elevato dato che gli autori consigliano agli utenti di portare a casa propria il questionario da compilare.

### PEQUEST (Premature Ejaculation Questionnaire)
- PEQUEST - Premature Ejaculation Questionnaire [50]

Questionario self-report di 36 item per la valutazione multidimensionale del disturbo maschile dell'eiaculazione precoce. Alcuni parametri tramite cui vengono considerate le disfunzioni dell'orgasmo e dell'eiaculazione sono: latency time (tempo di latenza); voluntary control (controllo volontario); psychological distress (stress); partner-related factors (fattori correlati alla partner e al suo atteggiamento nelle interazioni sessuali). I dati della validazione non sono disponibili poiché le procedure di standardizzazione sono ancora in corso.

### PREPARE-ENRICH (Premarital Personal and Relationship Evaluation)
- PREPARE-ENRICH Inventories [51]

Inventario composto di 125 item che indaga le disfunzionalità del rapporto di coppia. Le aree esplorate sono 11 a cui si aggiunge una sub-scala di controllo, denominata distorsione idealistica (Idealistic distortion o Social desirability), che ha lo scopo di correggere la deriva prodotta dal fattore "desiderabilità sociale".
Le dimensioni esaminate sono: 1.Realistic Expectations; 2.Personality Issues; 3.Communication; 4.Conflict Resolution; 5.Financial Management; 6.Leisure Activities; 7.Sexual Relationship; 8.Children and Marriage; 9.Family and Friends; 10.Equalitarian Roles; 11.Religious Orientation.
L'inventario, che richiede una elaborata preparazione per la sua applicazione , proviene dall'unione di tre precedenti scale: 
- PREPARE - Premarital Personal and Relationship Evaluation (per coppie che progettano di sposarsi e che non hanno figli);
- PREPARE-MC - Marriage Children (per coppie che progettano di sposarsi e che hanno figli avuti anche da precedenti relazioni);
- ENRICH - Evaluating Nurturing Relationship Issues Communication and Happiness (per coppie già sposate che necessitano di empowerment e counseling).

### SAI (Sexual Arousability Inventory)
- SAI - Sexual Arousability Inventory [53]

Questionario self-report di 28 item, validato e standardizzato, riservato a donne adolescenti e adulte. Valuta in modo psicometrico cinque aree esperienziali relative a: foreplay (preliminari erotici), erotic visual and verbal stimuli (stimoli erotici visuali e verbali), breast stimulation (stimolazione zona mammellare), preparation/participation in intercourse (preparazione/partecipazione ai rapporti), genital stimulation (stimolazione genitale). 
Nella versione del test denominata SAI-Expanded i soggetti rispondono tre volte agli stessi item, riconsiderando ogni volta la situazione proposta, secondo l'aspetto: eccitabilità, ansia/relax e soddisfazione/insoddisfazione.

### SAS (Sexual Attitude Scale)
- SAS - Sexual Attitude Scale [54]

Questionario self-report di 25 item, validato e standardizzato, con risposte su scala Likert a 5 punti (da "completo disaccordo" a " completo accordo"). 
La scala comprende 23 item che riflettono l'orientamento conservatore e 2 item l'atteggiamento liberale nei confronti degli aspetti sessuali.
Il test esplora la sessualità del soggetto in relazione a: sexual freedom (libertà sessuale), sex education (insegnamento della sessualità), premarital and extramarital sex (sesso prematrimoniale ed extraconiugale), acceptable forms of sexual expression (forme accettabili di espressione sessuale), sex among the young (sesso fra i giovani), elderly and handicapped (anziani ed handicappati), sex in the media (sesso diffuso dai mezzi di comunicazione).

### SAST (Sexual Addiction Screening Test)
- W-SAST - Women's Sexual Addiction Screening Test [55]
- M-SAST - Men's Sexual Addiction Screening Test [56]

Le due check list (una maschile e una femminile) sono composte da 25 item che esplorano i comportamenti sessuali a rischio relativi ai disturbi compulsivi e alla dipendenza sessuale. I test sono somministrabili con il sistema tradizionale carta e matita o presentati al computer e producono un profilo (in base a un grafico) utile ad identificare quei soggetti che presentano caratteristiche di "sexual addiction". Esiste anche una versione aggiornata di 45 item (unisex) con compilazione via Internet (SAST on-line assessment) e con risposte dicotomiche Si-No.
Le critiche mosse allo strumento sono relative al fatto che alcuni item appaiono troppo generici e che il criterio diagnostico adottato potrebbe "vedere come problematiche anche le esperienze non-problematiche".

### SBI (Sexual Behavior Inventory)
- SBI - Sexual Behavior Inventory (Males [58], Females [59])

Inventario self-report validato e standardizzato che, nelle due versioni maschile e femminile, propone una lista di 21 attività sessuali a cui i soggetti devono rispondere in modo dicotomico (Si/No) in base al loro gradimento del comportamento sessuale presentato. Il responso del questionario determina quanto le tipologie degli atteggiamenti/comportamenti eterosessuali, scelti dal soggetto, siano aderenti ad una soddisfacente relazionalità eterosessuale.

### SESAMO_Win (Sexrelation Evaluation Schedule Assessment Monitoring)
- SESAMO_Win - Sexrelation Evaluation Schedule Assessment Monitoring on Windows [60]

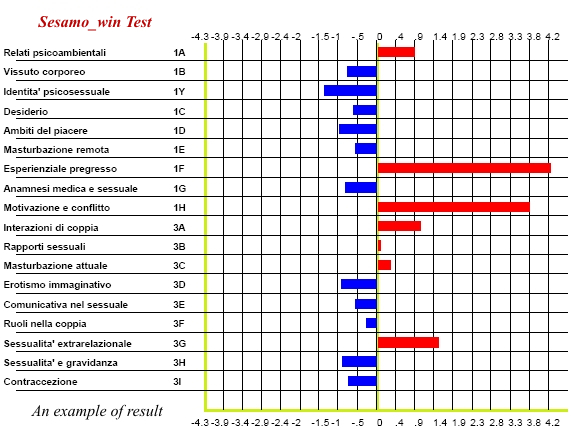
Grafico del Test SESAMO (esempio)

Questionario di autosomministrazione, validato e standardizzato. Indaga gli aspetti disfunzionali della sessualità individuale e di coppia, oltre agli aspetti familiari, sociali, affettivi e relazionali. Il test è costituito da due questionari (maschile e femminile) che a loro volta sono suddivisi in sottosezioni, una per i soggetti "single" e una per quelli in "situazione di coppia". Gli item dei questionari sono variabili: 135 per i single, 173 per le situazioni diadiche. Le dimensioni esplorate sono 16 per i single e 18 per le coppie: Dati psicoambientali, Vissuto corporeo, Identità psicosessuale, Desiderio, Ambiti del piacere, Masturbazione remota ed attuale, Esperienziale pregresso, Anamnesi sessuologica, Motivazione e conflitto, Situazione affettivo-relazionale, Rapporti sessuali, Erotismo immaginativo, Comunicativa sessuale, Atteggiamento relazionale, Interazioni di coppia, Ruoli nella coppia, Sessualità extrarelazionale, Sessualità e gravidanza, Contraccezione.
È l'unico test italiano, di tipo obiettivo, rivolto specificamente agli aspetti sessuali e relazionali. 
 Il questionario può essere somministrato direttamente al computer e il software di elaborazione produce un referto anamnestico composto di 9 sezioni con differenti livelli di approfondimento diagnostico.
Una versione ridotta del questionario, denominata SESAMO - Sexuality Evaluation Schedule Assessment Monitoring , ha un numero inferiore di item ed è somministrabile solo con modalità carta e matita.
Le criticità dello strumento sono dovute al tempo impiegato per la compilazione (30-60 minuti) e al fatto che l'elaborazione integrale del Report avviene solo attraverso il programma software.

### SESII–W (Sexual Excitation/Sexual Inhibition Inventory for Women)
- SESII–W - Sexual Excitation/Sexual Inhibition Inventory for Women [64]

Il test indaga le competenze sul versante dell'eccitazione e dell'inibizione sessuale nelle donne, tramite un questionario di 115 item con risposte su scala Likert a 4 punti.
Il modello teorico a cui il test fa riferimento è quello del condizionamento della risposta sessuale: l'eccitabilità (sexual arousal) è regolata da un meccanismo di bilanciamento tra fattori con diversa valenza; la preponderanza di un elemento può concorrere alla realizzazione/manifestazione dell'eccitazione oppure costituirsi come motivo di inibizione sessuale.
Le aree esplorate sul fronte dell'eccitazione sessuale sono: Arousability (eccitazione, stimolazione); Sexual power dynamics (dinamiche di potere nella sessualità); Smell (odori sessualmente eccitanti); Partner characteristics (caratteristiche del partner); Setting (unusual or unconcealed) luogo insolito o non conciliante.
I fattori considerati per l'inibizione sessuale sono: Relationship importance (importanza della relazione); Arousal contingency (fattori connessi con l'eccitamento); Concerns about sexual function (preoccupazioni sulle conseguenze dell'attività sessuale).
La validazione del test si è basata su un campione 655 donne con età media di 33,9 anni e i calcoli statistici hanno fornito una buona affidabilità misurata con il test-retest e una buona validità discriminante e convergente, determinate attraverso la concordanza con i risultati di altri test con cui sono stati comparati: BIS/BAS – Behavioral Inhibition Scale/Behavioral Activation Scale , SOS – Sexual Opinion Survey , SSS – Sexual Sensation Seeking .

### SFQ (Sexual Functioning Questionnaire)
Esistono diverse varianti dell'SFQ, spesso riadattate per essere utilizzate in vari campi di ricerca.
- SFQ - Sexual Functioning Questionnaire (1982) [69]

Questionario validato e standardizzato che analizza diversi aspetti relativi alle disfunzioni maschili. 62 item: 48 indirizzati ai due partner e 14 riservati al solo paziente portatore della disfunzione. Scoring e valutazione clinica sono effettuati con il metodo tradizionale.
- B-SFQ - Burke Sexual Functioning Questionnaire (1994) [70]

Intervista strutturata di 15 item, tramite cui vengono valutate 7 aree disfunzionali della sessualità maschile, da mettere in relazione con i disturbi schizofrenici.
- C-SFQ - Changes in Sexual Functioning Questionnaire (1997) [71]

Il questionario originale era costituito da 21 item, per ambo i sessi, con modalità carta e matita. A seguito della revisione, il questionario maschile e quello femminile si compongono rispettivamente di 36 e 34 item: 12 item sono comuni ai due questionari ed esplorano 5 aree della funzionalità sessuale (frequenza del desiderio sessuale, coinvolgimento sessuale, piacere, eccitazione sessuale, orgasmo), gli altri 24 item maschili e 22 femminili rilevano la storia clinica del soggetto.
- A-SFQ - Antipsychotics and Sexual Functioning Questionnaire (2001) [72]

Intervista strutturata (8 item per gli uomini e 12 per le donne) che indaga il desiderio sessuale, erezione e orgasmo negli uomini; desiderio sessuale, ciclo mestruale, anticoncezionali, lubrificazione vaginale e rapporti sessuali nelle donne, in relazione a vari aspetti delle cure antipsicotiche. Studi di validazione in corso.
- DG-SFQ - Dickson and Glazer Sexual Functioning Questionnaire (2001) [73]

Versione modificata e informatizzata del questionario A-SFQ che valuta le disfunzioni sessuali indotte da farmaci antipsicotici. In questo adattamento sono stati aggiunti alcuni item per valutare l'immaginario sessuale, la soddisfazione dei rapporti e il generale funzionamento della sessualità del soggetto.
- S-SFQ - Smith Sexual Functioning Questionnaire (2002) [74]

Questionario validato composto di 22 item per l'uomo e 26 per la donna (con risposte dicotomiche Vero/Falso) che indagano varie aree del funzionamento sessuale nel corso del trattamento con farmaci antipsicotici. Versione derivata dal B-SFQ, ampliata e diversificata per maschio e femmina, esplora: libido, eccitazione sessuale (erezione nell'uomo, lubrificazione vaginale nella donna), masturbazione, orgasmo, eiaculazione (nell'uomo) e dispareunia (nella donna).
- SFQ-V1 - Sexual Function Questionnaire (2002) [75]

Questionario di 34 item (in alcune versioni ridotti a 26) che esplora 6 dimensioni sessuali femminili: desiderio, eccitazione, lubrificazione sessuale, orgasmo, piacere e dolore.
- SFQ-I –Sexual Functioning Questionnaire - Internet  (2008) [77]

La Deakin University (Australia) ha allestito un questionario SFQ che è possibile compilare tramite Internet. Lo scopo dichiarato è quello di raccogliere elementi per una ricerca, ma gli stessi dati potrebbero essere utilizzati come campione preliminare per un futuro uso del test. Il questionario, anche se non espressamente indicato, è rivolto ad un target femminile e si compone di 172 item strutturati in varie forme (scelta multipla, dicotomica, checklist, risposta aperta). Le aree esaminate sono: informazioni generali (10 item), indice funzionalità sessuale femminile (21 item), funzionalità sessuale del partner (10 item), esperienze nell'adolescenza (4 item), attuali atteggiamenti verso la sessualità (8 item), soddisfazione dell'attuale relazione (18 item), ansia da prestazione (9 item), comunicazione (18 item), intimità (12 item), stile di vita (9 item), aspetti emozionali (21 item), difficoltà sessuali attuali (32 item).

### SHQ–R (Clarke Sex History Questionnaire–Revised)
- SHQ–R - Clarke Sex History Questionnaire for Males–Revised [78]

Il Clarke SHQ esiste solo nella versione maschile ed è stato creato nel 1977 da alcuni clinici del Centre for Addiction and Mental Health (ex Clarke Institute of Psychiatry) di Toronto (Canada).
L'attuale questionario self-report SHQ–R, ampiamente validato e standardizzato, è stato ristrutturato nel 2002 ed è composto di 508 item che indagano varie aree della sessualità maschile:
- I. Childhood and Adolescent Sexual Experiences (una scala che misura le esperienze e gli abusi sessuali nell'infanzia e nell'adolescenza);
- II. Sexual Dysfunction (una scala che valuta le disfunzioni sessuali quali impotenza, ipersessualità, eiaculazione precoce e ritardata);
- III. Adult Age/Gender Sexual Outlets (sette scale che misurano la frequenza di varie attività/ideazioni sessuali con adulti, bambini e adolescenti);
- IV. Fantasy and Pornography (tre scale che misurano rispettivamente le fantasie sessuali con donne, uomini e l'uso di pornografia);
- V. Transvestism, Fetishism, and Feminine Gender Identity (tre scale che valutano le esperienze del soggetto relativamente al travestitismo, ai feticci sessuali e alla sua identificazione con sembianze e tratti femminili);
- VI. Courtship Disorders (sei scale che prendono in considerazione vari aspetti del "corteggiamento disturbato": voyeurismo, esibizionismo, telefonate oscene, frotteurismo/palpeggiamento e aggressione sessuale).

Il test comprende inoltre due indicatori di validità: la scala Lie (risposte considerate non veritiere) e la scala Infrequency (risposte che vengono scelte con poca frequenza).

### SII (Sexual Interaction Inventory)
- SII - Sexual Interaction Inventory [80]

Questionario self-report composto di 102 item, 6 per ognuna delle 17 aree comportamentali tramite cui vengono raccolte dettagliate informazioni sulle interazioni sessuali all'interno della coppia (eterosessuale o omosessuale). Standardizzato e validato, fornisce un responso su vari aspetti disfunzionali del soggetto e della relazione di coppia la cui immagine idiografica viene visualizzata su un grafico formato con i punteggi di ambedue i questionari.

### SOC (Spouse Observation Checklist)
- SOC - Spouse Observation Checklist [81]

Checklist di 400 item da compilare quotidianamente (per due settimane) da parte dei due coniugi, relativamente ai comportamenti gradevoli e sgradevoli osservati nell'altro partner. Le valutazioni personali di questa reciproca "osservazione coniugale" vengono espresse su una scala Likert a 5 punti.
Queste tipologie di diari giornalieri sono spesso impiegati nelle terapie sistemiche per valutare la gestione dei conflitti e la soddisfazione/insoddisfazione relazionale dei partner. 
Gli item vengono classificati in 12 tipologie di atteggiamenti/comportamenti: 1.Affection; 2.Companionship; 3.Consideration; 4.Sex; 5.Communication process; 6.Coupling activities; 7.Child care and parenting; 8.Household management; 9.Financial decision making; 10.Employment-Education; 11.Personal habits and Appearance; 12.Self and spouse independence.

### SOS (Sexual Opinion Survey)
- SOS - Sexual Opinion Survey [67]

Questionario validato e standardizzato, formato da 21 item con risposte su scala Likert a sette punti, tramite cui il tratto sessuologico viene graduato lungo il continuum di una dimensione principale considerata come bipolare: Erotophilia-Erotophobia (erotofilia-erotofobia), quale risultato di "una predisposizione acquisita attraverso l'esposizione a restrizioni e punizioni, riferite alla sessualità, durante il processo di socializzazione", ossia la disposizione appresa a rispondere agli stimoli sessuali in modo positivo o negativo, che si traduce in comportamenti di avoidance (evitamento) o approach (avvicinamento) nei confronti della sessualità.

### TIPE (Test di Induzione Psico Erotica)
- TIPE – Test di Induzione Psico Erotica [83]

Test proiettivo, standardizzato, per la valutazione dell'immaginario erotico. È composto da 8 tavole relative a quattro temi specifici: situazioni d'infanzia, iniziativa nei rapporti amorosi, competitività e funzione del gruppo.

### WIQ (Waring Intimacy Questionnaire)
- WIQ - Waring Intimacy Questionnaire [84]

Il pool di item che formavano il questionario iniziale, per i trial di campionamento, era costituito da 496 item. La scala finale, validata e standardizzata, è stata ridotta a 80, con 10 item per ciascuna delle 8 sottoscale che analizzano i vari aspetti dell'intimità di coppia e una nona scala, anch'essa di 10 item, che misura la "desiderabilità sociale", ossia l'intento del soggetto di voler apparire "socialmente adeguato". Le aree esplorate sono: conflitti di coppia, coesione coniugale, intensità emozionale, sessualità, identità, compatibilità di coppia, espressività e indipendenza (dalla famiglia di origine).